# Chronologie du Grand Dérangement
Le Grand Dérangement constitue une période de l'histoire de l'Acadie s'échelonnant, selon les historiens, de 1749 ou 1750 aux années 1780 ou même 1820. La déportation des Acadiens, souvent considérée comme synonyme, ne couvre qu'une partie de cette période, soit de 1755 à 1763.

Voici une chronologie du Grand Dérangement.

## 1755

### Juin
- 16 juin: prise du fort Beauséjour par les Britanniques[2].
- 17 juin: prise du fort Gaspareaux par les Britanniques[2].

### Juillet
- 3 juillet: des députés acadiens se rendent à Halifax mais refusent de signer un serment d'allégeance inconditionnel[2].
- 13 juillet: le lieutenant-gouverneur Charles Lawrence suggère la déportation des Acadiens dans une lettre au lieutenant-colonel Robert Monckton[2].
- 14 juillet: Charles Lawrence demande conseil au officiers de la marine britannique afin de planifier la déportation[2].
- 15 juillet: Charles Lawrence et son conseil décident de déporter les Acadiens s'ils refusent une dernière offre de serment inconditionnel[2].
- 16 juillet: les habitants de Port-Royal discutent de la décision du conseil[2].
- 25-28 juillet: Les députés acadiens refusent le serment d'allégeance et sont emprisonnés à l'île Georges[2].
- 28 juillet: la déportation des Acadiens est décidée par Charles Lawrence et son conseil ; les navires de transport sont retenus[2].
- 31 juillet: Charles Lawrence annonce l'ordre et donne ses instructions à Robert Monckton[2].

### Août
- 1er août: le colonel John Winslow fait arrêter les trois derniers prêtres de l'Acadie[2].
- 8 août: Charles Lawrence informe Robert Monckton de l'arrivée prochaine des bateaux destinés au transport des Acadiens[2].
- 9 août: Robert Monckton commence le rassemblement des hommes de Chignectou[2].
- 11 août: Charles Lawrence annonce aux gouverneurs de la Nouvelle-Angleterre son intention de déporter les Acadiens[3].
- 11 août: 400 Acadiens des environs du fort Beauséjour sont arrêtés et emprisonnés au fort ; 150 sont transférés au fort Lawrence. Le bétail est confisqué et l'ordre est donné de détruire toute maison ou moyen de subsistance des Acadiens échappant à la déportation[3].
- 12 août: 11 Acadiens du Lac et 3 de Westcock sont arrêtés et emprisonnés à Beauséjour[3].
- 14 août: John Winslow arrive à Grand-Pré avec 300 hommes[3].
- 15 août: les Acadiens de Tatmegouche sont arrêtés[3].
- 16 août: à Ramchèque, 12 bâtiments sont détruits et 3 familles sont capturées[3].
- 16-17 août: des bâtiments sont incendiés à Tatmegouche[3].
- 19-20 août: les délégués et notables acadiens de Grand-Pré sont convoqués à l'église par John Winslow. Ce dernier leur ordonne d'approvisionner ses soldats[3].
- 20 août: huit navires de transport arrivent à Chignectou afin d'en déporter les Acadiens[3].
- 21 août: le Syren arrive avec sept transports pour déporter les habitants[3].
- 26 août: 22 personnes arrêtées à Tatmegouche sont emprisonnées au fort Cumberland[3].
- 30 août: trois navires de transport (l’Endeavour, l'Industry et la Mary) arrivent aux Mines[3].
- 31 août: 
  - le Neptune arrive à Pigiguit[3].
  - un navire de transport arrive à Port-Royal[3].

### Septembre
- 1er septembre: 
  - John Winslow est informé que les habitants de Port-Royal se sont enfuis dans la forêt avec leurs effets personnels[3].
  - Les maisons autour du fort Gaspereau sont détruites[3].
- 3 septembre: bataille de Petitcoudiac. Les troupes de Charles Deschamps de Boishébert l'emportent sur les Britanniques, qui parviennent toutefois à déporter 30 personnes et détruire des récoltes et des bâtiments[3].
- 4 septembre: 
  - Les Acadiens de Port-Royal sortent de la forêt et acceptent de discuter[3].
  - Le navire de transport Elizabeth arrive aux Mines[3].